# فيزالله الناصري
فيزالله الناصري (بالإنجليزية: Fayzallah Nasseri)‏ , مواليد طهران (1,مايو,1955).

لاعب المنتخب الإيراني لرفع الأثقال

كان فيزالله الناصري أصغر عضو في المنتخب الإيراني لرفع الأثقال في دورة الألعاب الأولمبية الصيفية 1976.

## روابط خارجية
- فيزالله الناصري على موقع أوليمبيديا (الإنجليزية)